# Call of Duty: Modern Warfare II
Call of Duty: Modern Warfare II je střílečka z pohledu první osoby z roku 2022, kterou vyvinula společnost Infinity Ward a vydala společnost Activision. Jedná se o devatenáctý díl série Call of Duty, který slouží jako pokračování restartu podsérie Modern Warfare z roku 2019. Hra byla vydána 28. října 2022 pro PlayStation 4, PlayStation 5, Windows, Xbox One a Xbox Series X/S.

## Hratelnost
Hra Call of Duty: Modern Warfare II je poháněná novou verzí enginu IW. Nadále podporuje multiplayer pro různé platformy a obsahuje také free-to-play battle royale režim Warzone 2.0, který navazuje na původní Warzone, a to v rámci Call of Duty HQ.

## Synopse a zasazení
Stejně jako její předchůdce se hra odehrává v realistickém a moderním prostředí. Kampaň sleduje mezinárodní jednotku speciálních operací Task Force 141 a mexickou jednotku speciálních sil Los Vaqueros. Snaží se vypátrat vůdce teroristů Hassana Zyaniho, jenž vlastní balistické rakety americké výroby.

## Vydání
Hra byla vydána 28. října 2022 pro PlayStation 4, PlayStation 5, Windows, Xbox One a Xbox Series X/S.
Od kritiků získala vcelku příznivé hodnocení. Jednalo se o komerční úspěch a překonání několika rekordů série, včetně toho, že se hra stala nejrychlejší hrou Call of Duty s tržbami ve výši 1 miliardy dolarů.
Pokračování s názvem Call of Duty: Modern Warfare III vyšlo 10. listopadu 2023.